# La Vuelta Femenina
A La Vuelta Femenina é uma corrida de ciclismo feminina profissional de uma semana de competição espanhola que se disputa em Espanha em maio.
Substituiu a corrida por etapas Challenge by La Vuelta (inicialmente uma corrida de um dia) que decorria ao mesmo tempo que a corrida masculina.

## História
Imitando a experiência do Tour de France com seu La Course by Le Tour de France, criada em 2014, uma vez publicados os calendários os organizadores da corrida espanhola decidiram criar uma corrida feminina similar para a Volta 2015. Depois de uma primeira resposta negativa a UCI reorganizou o calendário para localizar esta corrida a 13 de setembro (última dia da Volta masculina).
Criou-se em 2015 na categoria 1.1. Depois da criação do UCI World Tour Feminino em 2016 ascendeu a essa máxima categoria mundial.
O traçado consistia no mesmo que umas horas depois seria percorrido pelos homens da Volta a Espanha, neste caso dando 15 voltas ao circuito totalizando 85,7 km. Para não coincidir com a Volta esta se realizave pela tarde enquanto a masculina entrava no dito circuito pela noite. À semelhança de La Course destacava pelo montante dos seus prêmios -os mesmos que numa etapa da Volta-.
Em 2018 foi introduzido no dia anterior uma etapa de contra relógio por equipas em Boardilla do Monte (Madrid), passando a ser uma prova por etapas.  Em 2019 essa primeira etapa passou a contra relógio individual.
Em 2020, uma terceita etapa foi adicionada e a corrida foi renomeada para Ceratizit Challenge by La Vuelta - devido ao patrocínio da Ceratizit, e as etapas foram realizadas fora das fronteiras da Comunidade Autónoma de Madrid. A edição de 2021 viu o número de etapas aumentar para 4, com a corrida a terminar em Santiago de Compostela.
A edição de 2022 teve 5 estapas desde Marina de Cudeyo na região norte da Cantábria até Madrid - com o último dia a coincidir com o último dia da Volta a Espanha de 2022.
A corrida tem sido criticada pelo pelotão feminino por não suficientemente desafiante, com a 3 vez vencedora do Giro Donne e vencedora do Tour de France Femmes 2022 Annemiek van Vleuten, dizendo ""se olhar para o percurso da corrida [de 2022] poderá concluir que a Vuelta (sic) não está ainda pronta para ser chamada de Grande Volta".

## Palmarés
| Ano                           | Vencedor             | Segundo              | Terceiro             |
| ----------------------------- | -------------------- | -------------------- | -------------------- |
| Madrid Challenge by La Vuelta |                      |                      |                      |
| 2015                          | Shelley Olds         | Giorgia Bronzini     | Kirsten Wild         |
| 2016                          | Jolien D'Hoore       | Chloe Hosking        | Marta Bastianelli    |
| 2017                          | Jolien D'Hoore       | Coryn Rivera         | Roxane Fournier      |
| 2018                          | Ellen van Dijk       | Coryn Rivera         | Audrey Cordon-Ragot  |
| 2019                          | Lisa Brennauer       | Lucinda Brand        | Pernille Mathiesen   |
| Challenge by La Vuelta        |                      |                      |                      |
| 2020                          | Lisa Brennauer       | Elisa Longo Borghini | Lorena Wiebes        |
| 2021                          | Annemiek van Vleuten | Marlen Reusser       | Elise Chabbey        |
| 2022                          | Annemiek van Vleuten | Elisa Longo Borghini | Demi Vollering       |
| La Vuelta Femenina            |                      |                      |                      |
| 2023                          | Annemiek van Vleuten | Demi Vollering       | Gaia Realini         |
| 2024                          | Demi Vollering       | Riejanne Markus      | Elisa Longo Borghini |
| 2025                          |                      |                      |                      |
| 2026                          |                      |                      |                      |

### Palmarés por países
Atualizado após edição de 2024
| País           | Vitórias |
| -------------- | -------- |
| Países Baixos  | 5        |
| Bélgica        | 2        |
| Alemanha       | 2        |
| Estados Unidos | 1        |

### Outras classificações
| Edição | Pontos            | Montanha       | Juventude          | Equipas            |
| ------ | ----------------- | -------------- | ------------------ | ------------------ |
| 2018   | Ilaria Sanguineti |                |                    |                    |
| 2019   | Lucinda Brand     |                | Pernille Mathiesen | Team SUNWEB        |
| 2020   | Lisa Brennauer    |                | Lorena Wiebes      | Trek - Segafredo   |
| 2021   | Lotte Kopecky     |                |                    | Canyon/SRAM Racing |
| 2022   | Silvia Persico    | Lucinda Brand  |                    | Team SD Worx       |
| 2023   | Marianne Vos      | Gaia Realini   |                    | UAE Team ADQ       |
| 2024   | Marianne Vos      | Demi Vollering |                    | Team SD Worx       |